# Бланкенхорн, Макс
Макс Людвиг Пауль Бланкенхорн (нем. Max Ludwig Paul Blanckenhorn ; 16 апреля 1861, Зиген — 13 января 1947, Марбург) — немецкий геолог и палеонтолог, профессор Марбургского университета.

## Биография
Макс Людвиг Пауль Бланкенхорн родился в семье члена строительного совета Карла Бланкенхорна и его жены Софи, в девичестве — Будах (Budach). Макс начал посещать гимназию «Wilhelms-Gymnasium» после того как семья переехала в Кассель в 1870 году. Затем он обучался в Геттингене, Берлине, Страсбурге и Бонне; в 1885 году в Боннском университете он получил степень кандидата наук. После этого Бланкенхорн стал ассистентом в Кельне, а в 1888 году — личным ассистентом Конрада Еббеке (Konrad Oebbeke, 1853—1932) в Эрлангене. В 1891 году Бланкенхорн защитил докторскую диссертацию в университете Эрлангена. С 1897 года он был волонтером Прусского геологоразведочного института (Preußische Geologische Landesanstalt, PGLA), в котором работал и в последующие годы: в частности, в 1901—1907 годах и с 1911 года.
В 1899 году Макс Бланкенхорн переехал в Берлин, где начал работать в местном Музее естествознания. В 1905 году он стал профессором — по представлению прусского министра образования. В 1912 году Бланкенхорн переехал в Марбург, поскольку его исследованию были сосредоточены преимущественно в Северном Гессене. Во время Первой мировой войны он работал геологом в Македонии. В 1888—1931 годах участвовал в целом ряде исследовательских поездок на Восток: в частности, в 1888 — в северную Сирию, в 1894 — в Северный Египет, на Западный Синай и в Южную Палестину. После этих путешествий он написал серию статей по геологии Египта, Сирии и Палестины. В 1936 Бланкенхорн стал почетным членом Немецкого геологического общества; редактировал ежемесячный журнал.

## Работы
Список работ приведен по некрологу:
- Die Trias am Nordrande der Eifel zwischen Commern, Zülpich und dem Roerthale. Abhandlungen zur geologischen Specialkarte von Preussen und den Thüringischen Staaten, Band 6, Heft 2, 135 S., 3 Taf., Verlag der Neumann’schen Kartenhandlung, Berlin 1885
- Die fossile Flora des Buntsandsteins und des Muschelkalks der Umgegend von Commern. Palaeontographica, 32: 117—154, Taf. XV—XXII, 1886
- Über Ceratiten des Oberen deutschen Muschelkalks. Verh. d. naturh. Ver. d. preuss. Rheinlande, 44, Sitzber., S. 26-32, 1887
- Die Geognostischen Verhältnisse von Afrika : Der Atlas, das nordafrikanische Faltengebirge, Gotha: J. Perthes 1888
- Grundzüge der Geologie und physikalischen Geographie von Nord-Syrien: eine geologisch-geographische Skizze, Berlin: Friedländer 1891
- Beiträge zur Geologie Syriens: Das marine Pliocän in Syrien, Erlangen 1891
- Saurierfunde im Fränkischen Keuper. Sitzungsberichte der Physikalisch-medicinischen Societät in Erlangen. 29 (1897): 67-91, 1898
- Das Neogen in Aeypten und seine Pectiniden-fauna, Berlin 1900
- Neues zur Geologie und Paläontologie Ägyptens, Berlin, Cotta, 1900, 1901
- Herausgeber mit Lenore Selenka: Die Pithecanthropus-Schichten auf Java: Geologische und paläontologische Ergebnisse der Trinil-Expedition (1907 und 1908), Leipzig: W. Engelmann 1911
- Naturwissenschaftliche Studien am Toten Meer und im Jordantal: Bericht über eine im Jahre 1908 (im Auftrage S.M. des Sultans der Türkei Abdul Hamid II. und mit Unterstützung der Berliner Jagor-Stiftung) unternommene Forschungsreise in Palästina, Berlin: Friedländer 1912
- Syrien, Arabien und Mesopotamien, Heidelberg: C. Winter 1914
- Ägypten, Handbuch der regionalen Geologie, Band 7,9, Heidelberg: C. Winter 1921

## Семья
В 1894 году Макс Бланкенхорн женился на Маргарет Хаттенбах (Margarete Hattenbach); в семье было четверо детей.